# Carlos Pina (beisbolista)
Carlos Manuel Pina Urbina (Nacido en Naguanagua, Estado Carabobo, Venezuela, el 5 de marzo de 1990) es un lanzador de la Liga Venezolana de Béisbol Profesional (LVBP), para los Leones del Caracas.